# Loek Kessels
Marie Louise (Loek) Kessels-Brandt (Amsterdam, 10 maart 1932 – Landgraaf, 19 juni 2019) was een Nederlands schrijfster en journaliste. Ze was vooral bekend als (Lieve) Mona, het pseudoniem waaronder ze tientallen jaren een adviesrubriek in het weekblad Story verzorgde. Ze schreef ook misdaadromans, verhalen, enkele romans en kinderboeken en was tekstschrijver.

## Privéleven
Kessels-Brandt werd geboren in Amsterdam-Zuid, als dochter van banketfabrikant Carl Ludwig Wilhelm Brandt (1884-1949) en actrice Gertrud Franziska (Leonie) Brandt-Pütz (1901-1978), die naar eigen zeggen al ver voor de Tweede Wereldoorlog in Berlijn voor de Nederlandse inlichtingendienst gewerkt zou hebben. Het NIOD deed later onderzoek naar haar moeders mogelijke rol als dubbelspionne, maar kreeg daarover geen duidelijkheid. Brandt-Pütz werd in de oorlog door de SD gearresteerd en naar concentratiekamp Ravensbrück overgebracht. Na de oorlog werkte ze voor de Nederlandse overheid.
In 1949 overleed haar vader. Haar moeder verhuisde met haar en haar broer naar Ubach over Worms in Limburg. Brandt-Pütz raakte aan de drank, kreeg financiële problemen, zou haar kinderen mishandelen en vernederen en werd later in een psychiatrische kliniek opgenomen. Zo gauw ze kon, ontvluchtte haar dochter het huis.
Ze schreef al sinds haar twaalfde. Kessels-Brandt legde een verband tussen haar moeilijke jeugd en haar inlevingsvermogen. Ze noemde zich "niet zo kerks, gelovig", maar zag in een opvallende samenloop wel een teken van boven. Uit haar eerste huwelijk had ze een dochter. In de jaren negentig liet ze in interviews weten dat ze een latrelatie had met ene "Murray" die in New York woonde.
In de zomer van 2017 werd Kessels met darmkanker gediagnosticeerd. In juni 2019 maakte ze via een persoonlijk bericht op Facebook bekend ernstig ziek te zijn en niet lang meer te leven te hebben. Ze overleed anderhalve week later op 87-jarige leeftijd.

## Loopbaan

### Lieve Mona
In haar rubriek Lieve Mona gaf ze menig briefschrijver advies over hun privéproblemen. In interviews noemde ze verschillende aantallen brieven: 200 tot 300 brieven per week, of 400 tot 500, die ze naar eigen zeggen allemaal persoonlijk beantwoordde totdat het aantal steeg tot 700 per week en ze assistentie nodig had. Ze voelde zich soms geïsoleerd bij het roddelblad Story. "Er is mij weleens gevraagd: "Mona, waarom sta je in een roddelblad? Jij helpt mensen en Story maakt ze af!". De hoge oplage, in de toptijd zo'n 700.000 exemplaren, was voor haar reden om te blijven: "De mensen beréikten mij via Story".
Volgens eigen zeggen probeerde ze niet veel aandacht te besteden aan de gevolgen van een probleem, maar probeerde ze de bron daarvan te zoeken. Problemen die ze te zwaar vond, stuurde ze door naar de Riagg, bijvoorbeeld brieven van mensen die zelfmoord aankondigden.
Haar brievenrubriek bij Story verzorgde ze van 1974 tot begin 1999 en vanaf 2006. Over haar vertrek bij het roddelblad in 1999 deden toen verschillende verhalen de ronde, voornamelijk op het gebied van de secundaire arbeidsvoorwaarden, en over conflicten met de redactie. Die zou voor artikelen informatie hebben willen gebruiken die aan haar in vertrouwen geschreven was. Volgens Mona zelf kreeg ze haar ontslag begin 1999 – twee maanden voor haar 25-jarig jubileum – per fax aangezegd en las ze in kranten dat de hoofdredacteur probleemrubrieken te ouderwets vond. Na het vertrek van Mona had Story een half jaar geen probleemrubriek, daarna vulde Tineke de Nooij deze in. Ook Imca Marina was korte tijd actief als beantwoordster van lezersbrieven.

### Radio
Mona was in de periode 2001/2002 met haar rubriek te horen in het lunchprogramma van Vivian Boelen op Radio Limburg/Radio Maastricht. Ze had vanaf 6 september 2005 een rubriek in het programma Het Balkon van Limburg bij de regionale Limburgse radiozender L1. Ook hier loste ze de problemen op van luisteraars: "Relatieproblemen, gezondheidsklachten, gevoelens van geluk of juist van ongeluk; alles wat u met Mona wilt delen is welkom," aldus de radiozender.

### Terugkeer bij Story
Op 13 juni 2006 kondigde ze haar terugkomst bij Story aan in haar rubriek op de radiozender L1. In een artikel van 8 augustus 2006 in het AD vertelde de toen 74-jarige Limburgse: "Ik zal het waarschijnlijk nu ook over loverboys en cyberseks moeten hebben." Ze meende dat in de tijd van individualisering en internet de behoefte aan een probleemrubriek alleen maar zou toenemen.

## Publicaties (selectie)
- En waar is de echo? (roman, 1983)
- De weduwenheuvel (thriller, 2002)
- De dode dichter (thriller, 2005)
- Een kusje op je ziel (biografie, 2006)
- Vogels van kristal (roman, 2010)

- International Standard Name Identifier: 0000 0000 4322 9623
- Library of Congress Control Number: nb2004300955
- Nederlandse Thesaurus van Auteursnamen: 06916469X
- Virtual International Authority File: 26578748
- WorldCat: E39PBJmxTGXMGck3dCxjhK7rbd